# اسلامیه (مشهد)
اسلامیه روستایی در دهستان طوس بخش مرکزی شهرستان مشهد استان خراسان رضوی ایران است.

## جمعیت
بر پایه سرشماری عمومی نفوس و مسکن در سال ۱۳۹۵ جمعیت این روستا ۱٬۸۳۱ نفر (۵۴۱خانوار) بوده‌است.